# Edith Grossman
Edith Marian Grossman, född Dorph den 22 mars 1936 i Philadelphia, Pennsylvania, död 4 september 2023 på Manhattan i New York, var en amerikansk översättare, professor och litteraturkritiker. Hon har bland annat översatt verk av Miguel Cervantes, Gabriel García Márquez och Mario Vargas Llosa till engelska. Grossman var medlem i American Academy of Arts and Sciences och var verksam som professor i spanska vid Dominican College och adjungerad professor i översättning vid New York University.